# 15-Cis-fitoen desaturaza
15-Cis-fitoen desaturaza (EC 1.3.5.5, fitoenska desaturaza (nespecifična), PDS) je enzim sa sistematskim imenom 15-cis-fitoen:plastohinon oksidoreduktaza. Ovaj enzim katalizuje sledeću hemijsku reakciju
15-cis-fitoen + 2 plastohinon {\displaystyle \rightleftharpoons } 9,15,9'-tricis-zeta-karoten + 2 plastohinol (sveukupna reakcija)
(1a) 15-cis-fitoen + plastohinon {\displaystyle \rightleftharpoons } 15,9'-dicis-fitofluen + plastohinol
(1b) 15,9'-dicis-fitofluen + plastohinon {\displaystyle \rightleftharpoons } 9,15,9'-tricis-zeta-karoten + plastohinol
This enzim is involved in biosintezu karotenoida kod biljki i cijanobakterija. Enzim iz Synechococcus can takođe koristi NAD+ i + kao elektronske akceptore pod anaerobnim uslovima. Enzim iz Gentiana lutea nije aktivan na NAD+ i +.

## Literatura
- Nicholas C. Price; Lewis Stevens (1999). Fundamentals of Enzymology: The Cell and Molecular Biology of Catalytic Proteins (Third изд.). USA: Oxford University Press. ISBN 019850229X.
- Eric J. Toone (2006). Advances in Enzymology and Related Areas of Molecular Biology, Protein Evolution (Volume 75 изд.). Wiley-Interscience. ISBN 0471205036.
- Branden C; Tooze J. Introduction to Protein Structure. New York, NY: Garland Publishing. ISBN 0-8153-2305-0.
- Irwin H. Segel. Enzyme Kinetics: Behavior and Analysis of Rapid Equilibrium and Steady-State Enzyme Systems (Book 44 изд.). Wiley Classics Library. ISBN 0471303097.

## Spoljašnje veze
- 15-cis-phytoene+desaturase на 